# یوسبیو رودولفو کوردون سیا
دکتر یوسبیو رودولفو کوردون سیا (اسپانیایی: Eusebio Rodolfo Cordón Cea‎؛ زاده ۱۶ دسامبر ۱۸۹۹ – درگذشته ۹ ژانویهٔ ۱۹۶۶) سیاستمدار اهل السالوادور بود. وی از ۲۵ ژانویه ۱۹۶۲ تا ۱ ژوئیه ۱۹۶۲ رئیس‌جمهور السالوادور بود.
یوسبیو رودولفو کوردون سیا در ۹ ژانویه ۱۹۶۶، در سن ۶۶ سالگی درگذشت.